# 2010-es labdarúgó-világbajnokság-selejtező (UEFA – 3. csoport)
A 2010-es labdarúgó-világbajnokság európai 3. selejtezőcsoportjának mérkőzéseit, és a csoport végeredményét tartalmazó lapja. A csoport sorsolását 2007. november 25-én tartották a dél-afrikai Durbanban. A csoportban körmérkőzéses, oda-visszavágós rendszerben játszottak egymással a labdarúgó-válogatottak. A csoportelső automatikus résztvevője lett a 2010-es labdarúgó-világbajnokságnak, a csoport második helyezett csapata csak úgy játszhatott pótselejtezőt, ha a másik nyolc csoportban legalább egy válogatottnál jobb lett a csoport első öt helyezettje elleni összeredménye.
A csoportban Csehország mellett Lengyelország, Észak-Írország, Szlovákia, Szlovénia és San Marino szerepelt.
A csoport mérkőzéseinek időbeosztását 2008. január 16-án egyeztették az érintett labdarúgó-válogatottak képviselői Pozsonyban, Szlovákiában.

## Tabella
| Hely. | Csapat         | M  | Gy | D | V  | G+ | G– | Gk  | P  | Továbbjutás                         |     | Szlovákia | Szlovénia | Csehország | Észak-Írország | Lengyelország | San Marino |
| ----- | -------------- | -- | -- | - | -- | -- | -- | --- | -- | ----------------------------------- | --- | --------- | --------- | ---------- | -------------- | ------------- | ---------- |
| 1.    | Szlovákia      | 10 | 7  | 1 | 2  | 22 | 10 | +12 | 22 | Kijutott a 2010-es világbajnokságra |     | —         | 0–2       | 2–2        | 2–1            | 2–1           | 7–0        |
| 2.    | Szlovénia      | 10 | 6  | 2 | 2  | 18 | 4  | +14 | 20 | Továbbjutott a második fordulóba    |     | 2–1       | —         | 0–0        | 2–0            | 3–0           | 5–0        |
| 3.    | Csehország     | 10 | 4  | 4 | 2  | 17 | 6  | +11 | 16 |                                     |     | 1–2       | 1–0       | —          | 0–0            | 2–0           | 7–0        |
| 4.    | Észak-Írország | 10 | 4  | 3 | 3  | 13 | 9  | +4  | 15 |                                     | 0–2 | 1–0       | 0–0       | —          | 3–2            | 4–0           |            |
| 5.    | Lengyelország  | 10 | 3  | 2 | 5  | 19 | 14 | +5  | 11 |                                     | 0–1 | 1–1       | 2–1       | 1–1        | —              | 10–0          |            |
| 6.    | San Marino     | 10 | 0  | 0 | 10 | 1  | 47 | −46 | 0  |                                     | 1–3 | 0–3       | 0–3       | 0–3        | 0–2            | —             |            |

## Mérkőzések
| 2008. szeptember 6. 17:00 (UTC+2) |

| Lengyelország           | 1–1               | Szlovénia |
| ----------------------- | ----------------- | --------- |
| Żewłakow 17' (11-esből) | (1–1) Jegyzőkönyv | Dedič 35' |

| Oporowska Stadion, Wrocław Nézőszám: 7 300 Játékvezető: Jakobsson (izlandi) |

| 2008. szeptember 6. 17:30 (UTC+2) |

| Szlovákia             | 2–1               | Észak-Írország     |
| --------------------- | ----------------- | ------------------ |
| Škrtel 47' Hamšík 70' | (0–0) Jegyzőkönyv | Ďurica 81' (öngól) |

| Tehelné pole, Pozsony Nézőszám: 5 445 Játékvezető: Ivanov (orosz) |

| 2008. szeptember 10. 20:30 (UTC+2) |

| San Marino | 0–2               | Lengyelország                |
| ---------- | ----------------- | ---------------------------- |
|            | (0–1) Jegyzőkönyv | Smolarek 36' Lewandowski 66' |

| Olimpiai Stadion, Serravalle Nézőszám: 2 374 Játékvezető: Zográfosz (görög) |

| 2008. szeptember 10. 19:45 (UTC+1) |

| Észak-Írország | 0–0         | Csehország |
| -------------- | ----------- | ---------- |
|                | Jegyzőkönyv |            |

| Windsor Park, Belfast Nézőszám: 12 882 Játékvezető: Bebek (horvát) |

| 2008. szeptember 10. 20:45 (UTC+2) |

| Szlovénia         | 2–1               | Szlovákia   |
| ----------------- | ----------------- | ----------- |
| Novakovič 22' 81' | (1–0) Jegyzőkönyv | Jakubko 83' |

| Stadion Ljudski vrt, Maribor Nézőszám: 9 900 Játékvezető: Moen (norvég) |

| 2008. október 11. 20:30 (UTC+2) |

| Lengyelország                 | 2–1               | Csehország |
| ----------------------------- | ----------------- | ---------- |
| Brożek 27' Błaszczykowski 53' | (1–0) Jegyzőkönyv | Fenin 87'  |

| Sziléziai Stadion, Chorzów Nézőszám: 38 293 Játékvezető: Stark (német) |

| 2008. október 11. 20:30 (UTC+2) |

| San Marino | 1–3               | Szlovákia                                           |
| ---------- | ----------------- | --------------------------------------------------- |
| Selva 45'  | (1–2) Jegyzőkönyv | Šesták 33' Kozák 39' Karhan 51' Kratochvíl 48′, 73′ |

| Olimpiai Stadion, Serravalle Nézőszám: 1 037 Játékvezető: Kever (svájci) |

| 2008. október 11. 20:45 (UTC+2) |

| Szlovénia                     | 2–0               | Észak-Írország |
| ----------------------------- | ----------------- | -------------- |
| Novakovič 83' Ljubijankič 84' | (0–0) Jegyzőkönyv |                |

| Stadion Ljudski vrt, Maribor Nézőszám: 12 385 Játékvezető: Iturralde González (spanyol) |

| 2008. október 15. 17:30 (UTC+2) |

| Csehország | 1–0               | Szlovénia |
| ---------- | ----------------- | --------- |
| Sionko 62' | (0–0) Jegyzőkönyv |           |

| Na Stinadlech Stadion, Teplice Nézőszám: 15 220 Játékvezető: Atkinson (angol) |

| 2008. október 15. 20:30 (UTC+2) |

| Szlovákia      | 2–1               | Lengyelország |
| -------------- | ----------------- | ------------- |
| Šesták 84' 86' | (0–0) Jegyzőkönyv | Smolarek 70'  |

| Tehelné pole, Pozsony Nézőszám: 17 650 Játékvezető: Layec (francia) |

| 2008. október 15. 19:45 (UTC+1) |

| Észak-Írország                              | 4–0               | San Marino      |
| ------------------------------------------- | ----------------- | --------------- |
| Healy 31' McCann 43' Lafferty 56' Davis 75' | (2–0) Jegyzőkönyv | Mau. Marani 63′ |

| Windsor Park, Belfast Nézőszám: 12 957 Játékvezető: Kari (finn) |

| 2008. november 19. 20:30 (UTC+1) |

| San Marino | 0–3               | Csehország                      |
| ---------- | ----------------- | ------------------------------- |
|            | (0–0) Jegyzőkönyv | Kováč 47' Pospěch 53' Necid 66' |

| Olimpiai Stadion, Serravalle Nézőszám: 1 318 Játékvezető: Kaasik (észt) |

| 2009. február 11. 20:30 (UTC+1) |

| San Marino           | 0–3               | Észak-Írország                  |
| -------------------- | ----------------- | ------------------------------- |
| Man. Marani 66′, 69′ | (0–2) Jegyzőkönyv | McAuley 7' McCann 33' Brunt 63' |

| Olimpiai Stadion, Serravalle Nézőszám: 1 942 Játékvezető: Stankovic (szerb) |

| 2009. március 28. 17:15 (UTC+0) |

| Észak-Írország                            | 3–2               | Lengyelország              |
| ----------------------------------------- | ----------------- | -------------------------- |
| Feeney 10' Evans 47' Żewłakow 62' (öngól) | (1–1) Jegyzőkönyv | Jeleń 27' Saganowski 90+1' |

| Windsor Park, Belfast Nézőszám: 13 357 Játékvezető: Hansson (svéd) |

| 2009. március 28. 20:45 (UTC+1) |

| Szlovénia | 0–0         | Csehország |
| --------- | ----------- | ---------- |
|           | Jegyzőkönyv |            |

| Stadion Ljudski vrt, Maribor Nézőszám: 12 500 Játékvezető: Proença (portugál) |

| 2009. április 1. 20:30 (UTC+2) |

| Csehország      | 1–2               | Szlovákia                |
| --------------- | ----------------- | ------------------------ |
| Jankulovski 30' | (1–1) Jegyzőkönyv | Šesták 22' Jendrišek 82' |

| AXA Arena, Prága Nézőszám: 14 956 Játékvezető: Undiano Mallenco (spanyol) |

| 2009. április 1. 20:30 (UTC+2) |

| Lengyelország                                                                                          | 10–0              | San Marino |
| --- | ----------------- | ---------- |
| Boguski 1' 27' Smolarek 18' 60' 72' 81' R. Lewandowski 43' Jeleń 51' M. Lewandowski 63' Saganowski 88' | (4–0) Jegyzőkönyv |            |

| Miejski Stadion, Kielce Nézőszám: 15 200 Játékvezető: Kulbakou (fehérorosz) |

| 2009. április 1. 19:45 (UTC+1) |

| Észak-Írország | 1–0               | Szlovénia |
| -------------- | ----------------- | --------- |
| Feeney 73'     | (0–0) Jegyzőkönyv |           |

| Windsor Park, Belfast Nézőszám: 13 243 Játékvezető: Yefet (izraeli) |

| 2009. június 6. 17:30 (UTC+2) |

| Szlovákia                                                          | 7–0               | San Marino |
| ------------------------------------------------------------------ | ----------------- | ---------- |
| Čech 3' 32' Pekarík 12' Stoch 35' Kozák 42' Jakubko 63' Hanzel 68' | (5–0) Jegyzőkönyv |            |

| Tehelné pole, Pozsony Nézőszám: 6 652 Játékvezető: Efong Nzolo (belga) |

| 2009. augusztus 12. 20:45 (UTC+2) |

| Szlovénia                                                  | 5–0               | San Marino |
| ---------------------------------------------------------- | ----------------- | ---------- |
| Koren 19' 74' Radosavljević 39' Kirm 54' Ljubijankič 90+3' | (2–0) Jegyzőkönyv |            |

| Stadion Ljudski vrt, Maribor Nézőszám: 4 400 Játékvezető: Mecskarovszki (macedón) |

| 2009. szeptember 5. 20:30 (UTC+2) |

| Lengyelország      | 1–1               | Észak-Írország |
| ------------------ | ----------------- | -------------- |
| M. Lewandowski 80' | (0–1) Jegyzőkönyv | Lafferty 38'   |

| Sziléziai Stadion, Chorzów Nézőszám: 38 914 Játékvezető: Mejuto González (spanyol) |

| 2009. szeptember 5. 20:30 (UTC+2) |

| Szlovákia                                 | 2–2               | Csehország          |
| ----------------------------------------- | ----------------- | ------------------- |
| Šesták 59' Hamšík 73' (11-esből) 74′, 75′ | (0–0) Jegyzőkönyv | Pudil 68' Baroš 83' |

| Tehelné pole, Pozsony Nézőszám: 23 800 Játékvezető: Øvrebø (norvég) |

| 2009. szeptember 9. 17:20 (UTC+2) |

| Csehország                                                      | 7–0               | San Marino          |
| --------------------------------------------------------------- | ----------------- | ------------------- |
| Baroš 28' 44', 45+3' (11-esből) 66' Svěrkoš 47' 90+4' Necid 86' | (3–0) Jegyzőkönyv | Bacciocchi 54′, 83′ |

| Városi Stadion, Uherské Hradiště Nézőszám: 8 121 Játékvezető: Amirkhanyan (örmény) |

| 2009. szeptember 9. 19:45 (UTC+1) |

| Észak-Írország | 0–2               | Szlovákia              |
| -------------- | ----------------- | ---------------------- |
|                | (0–1) Jegyzőkönyv | Šesták 15' Hološko 67' |

| Windsor Park, Belfast Nézőszám: 13 019 Játékvezető: Kuipers (holland) |

| 2009. szeptember 9. 20:45 (UTC+2) |

| Szlovénia                         | 3–0               | Lengyelország |
| --------------------------------- | ----------------- | ------------- |
| Dedič 13' Novakovič 44' Birsa 62' | (2–0) Jegyzőkönyv |               |

| Stadion Ljudski vrt, Maribor Nézőszám: 10 226 Játékvezető: Collum (skót) |

| 2009. október 10. 20:30 (UTC+2) |

| Csehország           | 2–0               | Lengyelország |
| -------------------- | ----------------- | ------------- |
| Necid 51' Plašil 72' | (0–0) Jegyzőkönyv |               |

| Generali Arena, Prága Nézőszám: 14 010 Játékvezető: Bo Larsen (dán) |

| 2009. október 10. 20:30 (UTC+2) |

| Szlovákia | 0–2               | Szlovénia              |
| --------- | ----------------- | ---------------------- |
|           | (0–0) Jegyzőkönyv | Birsa 56' Pečnik 90+3' |

| Tehelné pole, Pozsony Nézőszám: 23 800 Játékvezető: Stark (német) |

| 2009. október 14. 20:30 (UTC+2) |

| Csehország | 0–0         | Észak-Írország |
| ---------- | ----------- | -------------- |
|            | Jegyzőkönyv |                |

| Generali Arena, Prága Nézőszám: 8 002 Játékvezető: Duhamel (francia) |

| 2009. október 14. 20:30 (UTC+2) |

| Lengyelország | 0–1               | Szlovákia             |
| ------------- | ----------------- | --------------------- |
|               | (0–1) Jegyzőkönyv | Gancarczyk 3' (öngól) |

| Sziléziai Stadion, Chorzów Nézőszám: 5 000 Játékvezető: Eriksson (svéd) |

| 2009. október 14. 20:30 (UTC+2) |

| San Marino | 0–3               | Szlovénia                              |
| ---------- | ----------------- | -------------------------------------- |
|            | (0–1) Jegyzőkönyv | Novakovič 24' Stevanovič 67' Suler 81' |

| Olimpiai Stadion, Serravalle Nézőszám: 1 745 Játékvezető: Szabó (magyar) |

## Góllövőlista
Alapvető sorrend: gólok száma (csökkenő); játszott percek (növekvő); országnév; játékosnév.
| Helyezés | Játékos                  | Nemzet         | Gólok | Játszott percek | Percek / gól |
| -------- | ------------------------ | -------------- | ----- | --------------- | ------------ |
| 1.       | Euzebiusz Smolarek       | Lengyelország  | 6     | 433'            | 72' 10"      |
| 2.       | Stanislav Šesták         | Szlovákia      | 6     | 469'            | 78' 10"      |
| 3.       | Milan Baroš              | Csehország     | 5     | 815'            | 163'         |
| 4.       | Milivoje Novakovič       | Szlovénia      | 5     | 828'            | 165' 35"     |
| 5.       | Tomáš Necid              | Csehország     | 3     | 331'            | 110' 19"     |
| 6.       | Rafał Boguski            | Lengyelország  | 2     | 80'             | 40'          |
| 7.       | Marek Saganowski         | Lengyelország  | 2     | 105'            | 52' 30"      |
| 8.       | Václav Svěrkoš           | Csehország     | 2     | 217'            | 108' 30"     |
| 9.       | Zlatan Ljubijankič       | Szlovénia      | 2     | 246'            | 123'         |
| 10.      | Martin Jakubko           | Szlovákia      | 2     | 273'            | 136' 30"     |
| 11.      | Ireneusz Jeleń           | Lengyelország  | 2     | 274'            | 137'         |
| 12.      | Marek Čech               | Szlovákia      | 2     | 278'            | 139'         |
| 13.      | Kyle Lafferty            | Észak-Írország | 2     | 281'            | 140' 30"     |
| 14.      | Robert Lewandowski       | Lengyelország  | 2     | 316'            | 158'         |
| 15.      | Warren Feeney            | Észak-Írország | 2     | 325'            | 162' 30"     |
| 16.      | Ján Kozák                | Szlovákia      | 2     | 374'            | 187'         |
| 17.      | Valter Birsa             | Szlovénia      | 2     | 395'            | 197' 30"     |
| 18.      | Zlatko Dedič             | Szlovénia      | 2     | 630'            | 315'         |
| 19.      | Grant McCann             | Észak-Írország | 2     | 655'            | 327' 30"     |
| 20.      | Marek Hamšík             | Szlovákia      | 2     | 657'            | 328' 30"     |
| 21.      | Robert Koren             | Szlovénia      | 2     | 810'            | 405'         |
| 22.      | Mariusz Lewandowski      | Lengyelország  | 2     | 900'            | 450'         |
| 23.      | Nejc Pečnik              | Szlovénia      | 1     | 72'             | 72'          |
| 24.      | Dalibor Stevanovič       | Szlovénia      | 1     | 86'             | 86'          |
| 25.      | Ľuboš Hanzel             | Szlovákia      | 1     | 90'             | 90'          |
| 26.      | Martin Fenin             | Csehország     | 1     | 169'            | 169'         |
| 27.      | Daniel Pudil             | Csehország     | 1     | 221'            | 221'         |
| 28.      | Filip Hološko            | Szlovákia      | 1     | 248'            | 248'         |
| 29.      | Miroslav Stoch           | Szlovákia      | 1     | 248'            | 248'         |
| 30.      | Chris Brunt              | Észak-Írország | 1     | 253'            | 253'         |
| 31.      | Radoslav Kováč           | Csehország     | 1     | 342'            | 342'         |
| 32.      | Erik Jendrišek           | Szlovákia      | 1     | 372'            | 372'         |
| 33.      | Paweł Brożek             | Lengyelország  | 1     | 390'            | 390'         |
| 34.      | Miroslav Karhan          | Szlovákia      | 1     | 406'            | 406'         |
| 35.      | Aleksandar Radosavljević | Szlovénia      | 1     | 433'            | 433'         |
| 36.      | Libor Sionko             | Csehország     | 1     | 453'            | 453'         |
| 37.      | Zdeněk Pospěch           | Csehország     | 1     | 491'            | 491'         |
| 38.      | Andy Selva               | San Marino     | 1     | 505'            | 505'         |
| 39.      | Martin Škrtel            | Szlovákia      | 1     | 540'            | 540'         |
| 40.      | Michał Żewłakow          | Lengyelország  | 1     | 605'            | 605'         |
| 41.      | Gareth McAuley           | Észak-Írország | 1     | 616'            | 616'         |
| 42.      | Jonny Evans              | Észak-Írország | 1     | 630'            | 630'         |
| 43.      | Steven Davis             | Észak-Írország | 1     | 720'            | 720'         |
| 44.      | Marko Šuler              | Szlovénia      | 1     | 720'            | 720'         |
| 45.      | Jakub Błaszczykowski     | Lengyelország  | 1     | 746'            | 746'         |
| 46.      | Marek Jankulovski        | Csehország     | 1     | 810'            | 810'         |
| 47.      | Jaroslav Plašil          | Csehország     | 1     | 810'            | 810'         |
| 48.      | Peter Pekarík            | Szlovákia      | 1     | 810'            | 810'         |
| 49.      | Andraž Kirm              | Szlovénia      | 1     | 820'            | 820'         |
| 50.      | David Healy (labdarúgó)  | Észak-Írország | 1     | 878'            | 878'         |

Öngólok
Alapvető sorrend: gólok száma (csökkenő); országnév; játékosnév.
| Játékos            | Nemzet        | Gólok | Ellenfél       |
| ------------------ | ------------- | ----- | -------------- |
| Seweryn Gancarczyk | Lengyelország | 1     | Szlovákia      |
| Michał Żewłakow    | Lengyelország | 1     | Észak-Írország |
| Ján Ďurica         | Szlovákia     | 1     | Észak-Írország |

## Lapok
Alapvető sorrend: kiállítások száma (csökkenő); második sárga lap miatti kiállítások száma (csökkenő); sárga lapok száma (csökkenő); országnév; játékosnév.
| Játékos              | Nemzet         | kiállítva | sárga lap · 2. sárga lap · kiállítva | Sárga lap | Összesen |
| -------------------- | -------------- | --------- | ------------------------------------ | --------- | -------- |
| Mauro Marani         | San Marino     | 1         |                                      | 3         | 4        |
| Simone Bacciocchi    | San Marino     |           | 1                                    | 1         | 2        |
| Manuel Marani        | San Marino     |           | 1                                    | 1         | 2        |
| Marek Hamšík         | Szlovákia      |           | 1                                    | 1         | 2        |
| Roman Kratochvíl     | Szlovákia      |           | 1                                    |           | 1        |
| Maicol Berretti      | San Marino     |           |                                      | 4         | 4        |
| Jonny Evans          | Észak-Írország |           |                                      | 3         | 3        |
| George Mccartney     | Észak-Írország |           |                                      | 3         | 3        |
| Alessandro Della     | San Marino     |           |                                      | 3         | 3        |
| Mišo Brečko          | Szlovénia      |           |                                      | 3         | 3        |
| Zlatko Dedič         | Szlovénia      |           |                                      | 3         | 3        |
| Radoslav Kováč       | Csehország     |           |                                      | 2         | 2        |
| Tomáš Ujfaluši       | Csehország     |           |                                      | 2         | 2        |
| Christopher Baird    | Észak-Írország |           |                                      | 2         | 2        |
| Chris Brunt          | Észak-Írország |           |                                      | 2         | 2        |
| Steven Davis         | Észak-Írország |           |                                      | 2         | 2        |
| Kyle Lafferty        | Észak-Írország |           |                                      | 2         | 2        |
| Matteo Bugli         | San Marino     |           |                                      | 2         | 2        |
| Michele Marani       | San Marino     |           |                                      | 2         | 2        |
| Davide Simoncini     | San Marino     |           |                                      | 2         | 2        |
| Carlo Valentini      | San Marino     |           |                                      | 2         | 2        |
| Damiano Vannucci     | San Marino     |           |                                      | 2         | 2        |
| Ján Ďurica           | Szlovákia      |           |                                      | 2         | 2        |
| Stanislav Šesták     | Szlovákia      |           |                                      | 2         | 2        |
| Martin Škrtel        | Szlovákia      |           |                                      | 2         | 2        |
| Miroslav Stoch       | Szlovákia      |           |                                      | 2         | 2        |
| Vladimír Weiss       | Szlovákia      |           |                                      | 2         | 2        |
| Radoslav Zabavník    | Szlovákia      |           |                                      | 2         | 2        |
| Boštjan Cesar        | Szlovénia      |           |                                      | 2         | 2        |
| Branko Ilič          | Szlovénia      |           |                                      | 2         | 2        |
| Andrej Komac         | Szlovénia      |           |                                      | 2         | 2        |
| Robert Koren         | Szlovénia      |           |                                      | 2         | 2        |
| Mirnes Šišić         | Szlovénia      |           |                                      | 2         | 2        |
| Marko Šuler          | Szlovénia      |           |                                      | 2         | 2        |
| Milan Baroš          | Csehország     |           |                                      | 1         | 1        |
| Martin Fenin         | Csehország     |           |                                      | 1         | 1        |
| Zdeněk Grygera       | Csehország     |           |                                      | 1         | 1        |
| Marek Jankulovski    | Csehország     |           |                                      | 1         | 1        |
| David Jarolím        | Csehország     |           |                                      | 1         | 1        |
| Tomáš Necid          | Csehország     |           |                                      | 1         | 1        |
| Zdeněk Pospěch       | Csehország     |           |                                      | 1         | 1        |
| Daniel Pudil         | Csehország     |           |                                      | 1         | 1        |
| David Rozehnal       | Csehország     |           |                                      | 1         | 1        |
| Samuel Clingan       | Észak-Írország |           |                                      | 1         | 1        |
| Warren Feeney        | Észak-Írország |           |                                      | 1         | 1        |
| Keith Gillespie      | Észak-Írország |           |                                      | 1         | 1        |
| David Healy          | Észak-Írország |           |                                      | 1         | 1        |
| Gareth Mcauley       | Észak-Írország |           |                                      | 1         | 1        |
| Ryan Mcgivern        | Észak-Írország |           |                                      | 1         | 1        |
| Jakub Błaszczykowski | Lengyelország  |           |                                      | 1         | 1        |
| Dariusz Dudka        | Lengyelország  |           |                                      | 1         | 1        |
| Arkadiusz Gkowacki   | Lengyelország  |           |                                      | 1         | 1        |
| Pawel Golanski       | Lengyelország  |           |                                      | 1         | 1        |
| Roger Guerreiro      | Lengyelország  |           |                                      | 1         | 1        |
| Maciej Iwanski       | Lengyelország  |           |                                      | 1         | 1        |
| Marcin Kowalczyk     | Lengyelország  |           |                                      | 1         | 1        |
| Jacek Krzynówek      | Lengyelország  |           |                                      | 1         | 1        |
| Ludovic Obraniak     | Lengyelország  |           |                                      | 1         | 1        |
| Piotr Polczak        | Lengyelország  |           |                                      | 1         | 1        |
| Marek Saganowski     | Lengyelország  |           |                                      | 1         | 1        |
| Marcin Wasilewski    | Lengyelország  |           |                                      | 1         | 1        |
| Grzegorz Wojtkowiak  | Lengyelország  |           |                                      | 1         | 1        |
| Nicola Albani        | San Marino     |           |                                      | 1         | 1        |
| Matteo Andreini      | San Marino     |           |                                      | 1         | 1        |
| Riccardo Muccioli    | San Marino     |           |                                      | 1         | 1        |
| Andy Selva           | San Marino     |           |                                      | 1         | 1        |
| Aldo Simoncini       | San Marino     |           |                                      | 1         | 1        |
| Fabio Vitaioli       | San Marino     |           |                                      | 1         | 1        |
| Matteo Vitaioli      | San Marino     |           |                                      | 1         | 1        |
| Ľuboš Hanzel         | Szlovákia      |           |                                      | 1         | 1        |
| Branislav Obžera     | Szlovákia      |           |                                      | 1         | 1        |
| Peter Petráš         | Szlovákia      |           |                                      | 1         | 1        |
| Štefan Senecký       | Szlovákia      |           |                                      | 1         | 1        |
| Zdeno Štrba          | Szlovákia      |           |                                      | 1         | 1        |
| Suad Filekovič       | Szlovénia      |           |                                      | 1         | 1        |
| Andraž Kirm          | Szlovénia      |           |                                      | 1         | 1        |
| Dalibor Stevanovič   | Szlovénia      |           |                                      | 1         | 1        |
| Összesen             | Összesen       | 1         | 4                                    | 114       | 119      |

## Nézőszámok
Az alábbi táblázat tartalmazza a csapatok otthoni mérkőzéseinek nézőszámait
Alapvető sorrend: átlagos nézőszám (csökkenő); országnév
| Csapat         | M | Összesen | Legalacsonyabb | Legmagasabb | Átlag  |
| -------------- | - | -------- | -------------- | ----------- | ------ |
| Lengyelország  | 5 | 104 707  | 5 000          | 38 914      | 20 941 |
| Szlovákia      | 5 | 77 347   | 5 445          | 23 800      | 15 469 |
| Észak-Írország | 5 | 65 458   | 12 882         | 13 357      | 13 092 |
| Csehország     | 5 | 60 309   | 8 002          | 15 220      | 12 062 |
| Szlovénia      | 5 | 49 411   | 4 400          | 12 500      | 9 882  |
| San Marino     | 5 | 8 416    | 1 037          | 2 374       | 1 683  |